# Ignacy Gruszkowski (1900–1921)
Ignacy Gruszkowski (ur. ok. 1900 prawdopodobnie w Warszawie, zm. 1921 w Nikopolu) – działacz polityczny, uczestnik rewolucji październikowej, żołnierz i komisarz Armii Czerwonej. Odznaczył się walcząc po stronie bolszewików podczas wojny domowej.

## Życiorys
Przed 1917 został wywieziony na Syberię, wraz ze skazanym na zesłanie ojcem, również Ignacym. Po rewolucji lutowej przybył wraz z ojcem do Moskwy, gdzie w maju wstąpił do miejscowej grupy SDKPiL i do SDPRR(b). Pod dowództwem ojca uczestniczył w organizowaniu i działaniach moskiewskiej milicji robotniczej. Po rozpoczęciu rewolucji, pod koniec października (w listopadzie według starego stylu) 1917 brał udział w walkach ulicznych w Moskwie, w czasie których został ranny. Po wyleczeniu mianowano go komisarzem politycznym jednego z komisariatów milicji robotniczej w Moskwie.
Pod koniec 1918 udał się na front zachodni. Był pracownikiem Rady Wojskowo-Rewolucyjnej Zachodniej Dywizji Strzelców. Następnie skierowano go na Kursy Czerwonych Dowódców w Mińsku. Po ukończeniu kursów w lipcu 1919 był kolejno dowódcą plutonu, kompanii i batalionu w 3 Siedleckim Pułku Strzelców. Walczył pod Mińskiem, nad Berezyną i pod Borysowem, gdzie wyróżnił się bohaterstwem. W 1920 wraz z dywizją został przerzucony na front południowy, gdzie wziął udział w walkach z oddziałami Antona Denikina i Piotra Wrangla. W bitwie pod Melitopolem latem 1920 został ranny.
Po wyleczeniu skierowano go na kurs w Wyższej Szkole Partyjnej przy Wydziale Politycznym 13 Armii, po ukończeniu którego został zastępcą komisarza w 4 Warszawskim Pułku Strzelców Zachodniej Dywizji. Brał udział we wszystkich działaniach wojennych swojego pułku. Niebawem mianowano go adiutantem polowym pułku. Dowodzony przez niego batalion rozbił sztab jednej z dywizji wojsk Wrangla nad doliną rzeki Czorna, biorąc około 60 jeńców, w tym kilkunastu oficerów. Gruszkowski został podczas bitwy raniony w rękę, nie porzucił jednak dowodzenia.
Po kilku tygodniach leczenia uczestniczył jako dowódca batalionu w forsowaniu Dniepru pod Nikopolem. W październiku 1920 dowodził batalionem osłaniającym odwrót Armii Czerwonej spod Nikopola. Trzykrotnie ranny w czasie tych walk, został przetransportowany przez Dniepr i przewieziony do szpitala, gdzie po kilku miesiącach zmarł.